# Tetragnatha minitabunda
Tetragnatha minitabunda este o specie de păianjeni din genul Tetragnatha, familia Tetragnathidae, descrisă de O. P.-cambridge în anul 1872.
Este endemică în Syria. Conform Catalogue of Life specia Tetragnatha minitabunda nu are subspecii cunoscute.